# Opisthotropis boonsongi
Opisthotropis boonsongi là một loài rắn trong họ Rắn nước. Loài này được Taylor & Elbel mô tả khoa học đầu tiên năm 1958.